# Шахматная федерация Москвы
Федерация шахмат Москвы — самоуправляемое общественное объединение, созданное и функционирующее в соответствии с действующим законодательством РФ. Федерация создана с целью содействия развитию шахматного движения в городе Москве.
Полное наименование — Региональная спортивная общественная организация «Федерация шахмат» в городе Москве, краткое наименование — РСОО «ФШМ».

## История
В 1930-х годах в столице была создана Московская шахматная секция, которая стала прообразом современной Шахматной федерации г. Москвы. С тех пор шахматная жизнь столицы не замирала ни на год. Даже во время Великой Отечественной войны секция продолжала работу: проводились турниры, чемпионаты страны. С тех пор шахматы прочно заняли в столице место одного их наиболее массовых видов спорта. В Москве стали проводиться престижные международные турниры, в том числе Всемирные Шахматные олимпиады и Матчи за звание чемпиона мира.
Сегодня в Москве проживает наибольшее число ведущих шахматистов планеты, экс-чемпионов мира, членов сборной страны.
В настоящее время Федерация шахмат Москвы проводит в год более 500 различных мероприятий как для профессионалов, так и для любителей шахмат всех возрастов вне зависимости от уровня их игры. В 2020 г. запустила платформу mskchess.ru  для развития онлайн-шахмат. С 15 мая по 31 июля 2020 г. проводится большой онлайн-проект "Московский Киберспорт".
Федерация шахмат Москвы имеет государственную аккредитацию Департамента физической культуры и спорта Правительства Москвы и работает в тесном контакте с Российской шахматной федерацией и Международной шахматной федерацией.

## Руководители
В разное время Федерацию шахмат Москвы возглавляли:
- Ю. А. Васильчук
- Ф. Т. Константинов
- А. Н. Арканов
- Э. Л. Дубов
- А. Б. Савин
- Е. П. Линовицкий
- М. А. Каракетов
- В. А. Береснев
- В. И. Жуков
- В. М. Палихата
- С.Е. Лазарев - с 20 июля 2019 по н.в.

## Деятельность
Согласно Уставу, Федерация шахмат Москвы осуществляет следующие виды деятельности:
- разработка и реализация программы развития вида спорта «шахматы» в городе Москве;
- формирование и подготовка спортивных сборных команд, а также тренеров, спортивных судей и иных специалистов города Москвы по шахматам;
- организация системы подготовки высококвалифицированных шахматистов, создание необходимых условий для выступления сборных команд города Москвы на шахматных Олимпиадах, чемпионатах и других соревнованиях по виду спорта «шахматы»;
- создание условий для обучения и игры в шахматы детей, молодежи и взрослого населения, а также лиц с ограниченными возможностями здоровья;
- организация и проведение соревнований по шахматам во всех их разновидностях на региональном уровне;
- защита и представительство законных интересов членов Организации, спортсменов-шахматистов, а также тренеров, спортивных судей и иных специалистов города Москвы по шахматам.

## Мероприятия
Федерация шахмат Москвы проводит следующие регулярные мероприятия:
- Чемпионаты Москвы по классическим/быстрым/блиц шахматам среди разных категорий жителей Москвы (мужчины, женщины, дети, юниоры, ветераны, люди с ограниченными возможностями и др.)
- Международный шахматный фестиваль Moscow Open
- Московский спорт в Лужниках
- День железнодорожника
- Московский Киберспорт

Ежегодно федерация выступает в качестве организатора 64 крупных турниров. Всего в Москве проходит более 500 турниров, в которых ежегодно принимает участие  более 5 тысяч человек.
Проводятся турниры для разных социальных групп: детские, студенческие, турниры для ветеранов и инвалидов. А также турниры в режиме онлайн.
Одним из самых масштабных мероприятий ФШМ по-прежнему остается «Moscow Open», в котором принимают участие более 2000 шахматистов из 36 стран.

## Онлайн-платформа mskchess.ru
Федерация шахмат Москвы весной 2020 г. запустила платформу mskchess.ru и включилась в масштабный проект Департамента спорта г. Москвы "Московский киберспорт", призванный помочь участникам провести интересно и красочно время в режиме самоизоляции. 
Одновременно и наравне с грандами киберспорта CS, Dota, World of Tanks и другими участники сражаются и в шахматных баталиях:
- Турнир по нокаут системе
- Серия онлайн - турниров на Кубок Федерации шахмат Москвы
- 6-часовые онлайн - марафоны
- Московский конкурс 2020 по составлению шахматных композиция
- Онлайн Командный Кубок Москвы
- Онлайн Московский блиц